# 普丽缇·泽塔
普丽缇·泽塔（1975年1月31日—）是一位印度电影女演员。早年学习过英语文学和犯罪心理学，大学毕业后做过广告模特。1997年开始进入电影圈。次年凭借《Dil Se..》和《Soldier》这两部电影获得了印度电影观众奖最佳女新人。